# Fordoche
Fordoche est une ville américaine située dans l'État de Louisiane, dans la paroisse de Pointe Coupée.
Elle couvre une superficie de 6,3 km2. Sa population était d'environ 960 habitants selon un recensement de 2006.